# Armentieux
Armentieux är en kommun i departementet Gers i regionen Occitanien i sydvästra Frankrike. Kommunen ligger i kantonen Marciac som tillhör arrondissementet Mirande. År 2022 hade Armentieux 71 invånare.

## Befolkningsutveckling
Antalet invånare i kommunen Armentieux
Referens:INSEE